# ジュリア (河村隆一の曲)
『ジュリア』は、2001年8月22日にgai RECORDSから発売された河村隆一7枚目のシングル。

## 概要
特記以外作詞・作曲・編曲：ЯK
1. ジュリア
  - 編曲：土方隆行・ЯK&(K)assyi
  - LUNA SEA終幕後第3弾としてリリースされた。
  - 自身が「河村隆一の世間一般のイメージを壊したかった」と語るように今までの河村・LUNA SEAでは想像もできないようなMVで、七三分けに黒縁眼鏡、ジュリアナ東京で踊るようなボディコンワンレングスの女性たちとともに奇妙な踊りを踊る（ジュリアダンスと言われている）内容であった。
  - 「君の前でピアノを弾こう」「恋をしようよ」とともに2007年発売の『evergreen anniversary edition』セルフカバーに収録されなかった。
  - 2001年12月31日、『第52回NHK紅白歌合戦』出場。当時人気だった女性アイドルグループ 「ラッキー・レッグス」がバックダンサーとして出演。
  - ハウス食品オーザックCMソング。
2. Yeah Yeah
3. 浪漫
  - 編曲：土方隆行
  - Say a Little Prayerに提供した「a day」を歌詞とタイトルを変えセルフカバー。
4. ジュリア（ac g version）
5. ジュリア（for you）